# Oued Ghir
Oued Ghir è un comune dell'Algeria, situato nella provincia di Béjaïa.